# Todor Kavaldzjiev
Todor Kavaldzjiev (Тодор Кавалджиев), född 26 januari 1934 i Glavan, Stara Zagora, Bulgarien, död 6 februari 2019 i Sofia, var vicepresident i Bulgarien från 1997 till 2002.